# Trattato Salomón-Lozano

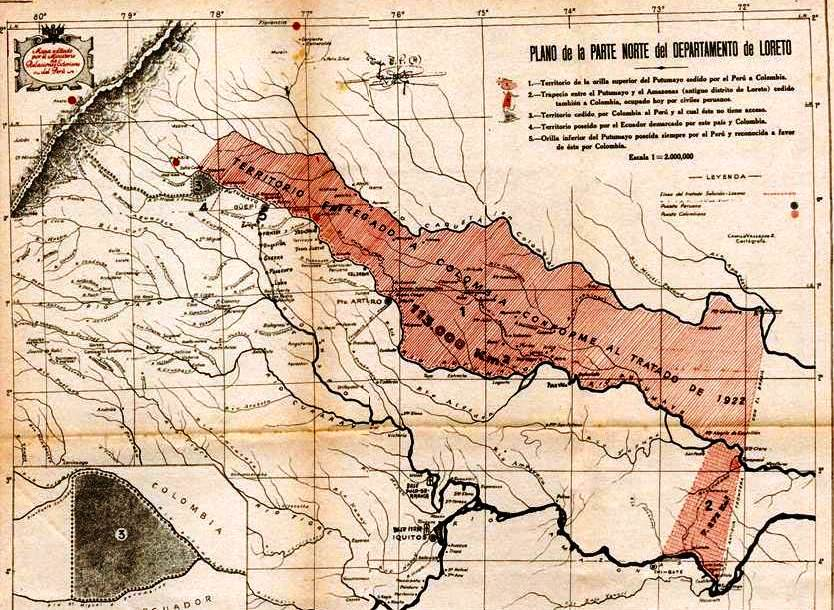
Il territorio amazzonico ceduto dal Perù alla Colombia a seguito del trattato del 1922 in una mappa coeva.

Il Trattato Salomón-Lozano fu un accordo di confine firmato il 24 marzo 1922 che pose fine a una disputa territoriale di quasi un secolo tra Colombia e Perù. Questo trattato fu approvato dai congressi delle due nazioni, ratificato dai presidenti di entrambi i paesi, le loro ratifiche scambiate a Bogotà il 24 marzo 1922 e registrato presso la segreteria della Società delle Nazioni il 29 maggio 1928. Il trattato fu opera del Plenipotenziario della Colombia, Fabio Lozano Torrijos e del Plenipotenziario del Perù, Alberto Salomón Osorio.

## Il trattato
Il trattato fu concepito su pressione del Governo degli Stati Uniti per compensare la Colombia per la perdita del territorio del Canale di Panama che era stato sotto la sovranità colombiana per decenni fino al 1903.
Con questo trattato il Perù cedette alla Colombia l'intera fascia compresa tra i fiumi Caquetá e Putumayo, perdendo circa 100.000 chilometri quadrati di territorio, dove erano stati fondati anche degli insediamenti peruviani nei porti di Tarapacá e Puerto Arica, fondati da coloni peruviani provenienti dagli ex territori peruviani con lo stesso nome persi nella Guerra del Pacifico del 1879-1884; il trattato includeva la città di Leticia e la porzione tra Putumayo e l'Amazzonia denominata "Trapezio di Leticia".
Il trattato non impedì, dopo pochi anni, lo scoppiare di un conflitto armato tra Colombia e Perù.